# Santa María de Gallardo (Aguascalientes)
Santa María de Gallardo es una localidad del estado mexicano de Aguascalientes. Es parte del municipio de Aguascalientes.

## Toponimia
El nombre «Santa María» hace referencia a la santa patrona de la localidad: María de Nazaret.

## Demografía
| Gráfica de evolución demográfica |
|                                  |

| Censo | Población |
| ----- | --------- |
| 1900  | 651       |
| 1910  | 485       |
| 1921  | 371       |
| 1930  | 421       |
| 1940  | 292       |
| 1950  | 321       |
| 1960  | 347       |
| 1970  | 401       |
| 1980  | 570       |
| 1990  | 797       |
| 2000  | 893       |
| 2010  | 966       |
| 2020  | 1,066     |